# حسن عسيري
حسن عسيري (23 فبراير 1967)، ممثل ومنتج سعودي.

## عن حياته
- ينتمي حسن عسيري إلى عائلة من جبل المدرقة في رجال ألمع بمنطقة عسير. انتقل في بداية حياته مع أسرته إلى مدينة تبوك، حيث كان مقر عمل والده.[1]
- حسن عسيري متزوج وأب لثلاث بنات.

## البدايات الفنية
كان أول ظهور لحسن عسيري ممثلاً أثناء دراسته الجامعية، حيث شارك في مسلسل أردني بعنوان «قال الحكيم» عام 1988.

## العمل الفني والإعلامي
1. مدير شركة الصدف للإنتاج الصوتي والمرئي المحدودة إحدى شركات مجموعة mbc، وإحدى أكبر شركات الإنتاج التلفزيوني في القطاع الخاص بالعالم العربي بقدرتها التمويلية والإنتاجية.
2. أشرف على إنتاج أكثر من 128 مشروعاً تلفزيونياً خلال خمسة وعشرين عاماً.[2]
3. عضو هيئة التحكيم بمهرجان الخليج التاسع (2006م)[3]
4. الأمين العام لجمعية المنتجين والموزعين السعوديين.[4]
5. عضو جمعية الثقافة والفنون السعودية.[5]
6. سفير النوايا الحسنة للسلام العالمي.[6]

### الكتابة الصحفية
1. كاتب زاوية أسبوعية في جريدة الوطن السعودية من 2014 إلى أكتوبر 2015.[7][8][9]
2. كتابة زاوية صحفية أسبوعية (كل سبت) في جريدة الرياضية (ايقاعات صاخبة) لفترة عام ونصف، وعمل محرراً صحفياً متعاوناً في القسم الفني في جريدة الرياض لفترة ثلاث سنوات.
3. كاتب زاوية «أحلى الكلام» بصحيفة الوطن من 2009 إلى 2011.
4. كاتب زاوية أسبوعية بجريدة الشرق السعودية من 2011 وحتى 2014.

## الإنجازات
1. حصد لصالح التلفزيون السعودي الجائزة الذهبية لمسلسل عندما يزهر الخريف في المهرجان العربي بتونس في دورته 16 عن الأعمال الاجتماعية لعام 2015.[10]
2. حصد لمسلسل الملك فاروق ستة جوائز ذهبية وفضية واحدة في مهرجان القاهرة التلفزيوني دورته 13للعام 2008.[11]
3. حصد لمسلسل الملك فاروق جائزة الإخراج الذهبية في مهرجان الخليج للإذاعة والتلفزيون في البحرين.2008[12]
4. حقق سلسلة «أسوار» الجائزة الذهبية في مهرجان التلفزيون بالبحرين 2007[13]
5. عرضت (15 دقيقة) من سلسلة (أسوار) خلال مهرجان إيمي العالمي بنيويورك في عام 2007 أمام 600 ممثل عالمي وبذلك يعتبر مسلسل أسوار أول إنتاج خليجي، يدعى لهذا المهرجان العالمي.[13]
6. حصد لسلسلة أفلام الساكنات في قلوبنا الجائزة الذهبية في مهرجان الأردن للإعلام العربي عام 2012 .[14]
7. جائزة المفتاحة تقديرًا لجهوده المميزة في خدمة وطنه ومجتمعه 2010[15]
8. حقق عام 2007 لقب أفضل منتج سعودي خلال استفتاء أجرته جريدة الجزيرة.[16]

## الخبرات والدراسات
- دراسات حرة في المسرح التجريبي - القاهرة.
- دراسات حرة في المسرح الروماني القديم – الجزائر
- عضو رابطة الفنانين الأردنيين- عمان.
- مدير عام الإنتاج براديو وتلفزيون العرب في المملكة
- مدير المكتب الإعلامي لمشروع عبد الله بن عبد العزيز وأبنائه لطلبه للحاسب الالي (وطني).
- مدير إدارة الاعداد لراديو وتلفزيون العرب بالسعودية
- منسق بث القناة المفتوحة براديو وتلفزيون العرب.
- منسق الاعداد والبث لليوم الوطني السعودي لعام 96 / 97 / 98 / 99 براديو وتلفزيون العرب
- مسؤول إدارة الدراما براديو وتلفزيون العرب بالسعودية.
- مستشار اعلامي لمؤسسة باش للإنتاج الصوتي والمرئي
- مستشار اعلامي لمؤسسة الوعود للإنتاج الصوتي والمرئي والدعاية والإعلان
- المشاركة في أكثر من 63 مهرجانا سينمائيا وتلفزيونيا ومسرحيا خليجيا وعربيا ودوليا.
- مستشار اعلامي غير متفرغ لعدد من الجهات الإعلامية غير الرسمية فيما يخص الإنتاج التلفزيوني
- دراسات في علم النفس التربوي من جامعة بيروت العربية.
- دورة في الإعداد التليفزيوني بالمعهد الإعلامي السوري
- دورة (الموازنات التليفزيونية) – معهد السينما بالقاهرة.

## شركة صدف
أسس حسن عسيري شركة (الصدف) للإنتاج الصوتي والمرئي المحدودة، والتي أنتج من خلالها العديد من الأعمال منها: عندما يزهر الخريف، كلام الناس، والملك فاروق، وأسوار، وتعتبر من أكبر شركات الإنتاج في الخليج العربي.

## أعماله

### المسلسلات
- خريف القلب
- مجمع 75
- الميراث
- سريع سريع
- شير شات
- البيت الكبير
- سعد وخواته
- منا وفينا. ضيف شرف
- كلام الناس 3
- كلام الناس 2
- كلام الناس 1
- من عيوني
- قناة مفرح للهواتف المحمولة
- قوول في الثمانيات
- بيني وبينك4
- سليم ودستة حريم
- بيني وبينك3
- جاري يا حمودة
- بيني وبينك2
- بيني وبينك1
- أسوار1
- أبو شلاخ البرمائي
- طاش ما طاش14
- الغروب الأخير
- طاش ما طاش13
- سوالف حريم
- خارطة أم راكان
- مثلك عارف
- المال والعيال
- قلوب من ورق
- عائلة خاصة جدا
- الفارس المغوار
- خلف خلاف
- صراع في الوقت الضائع
- إلى من يهمه الأمر
- مشعل وسلمان
- صراع الاجيال
- بداية نهاية
- أبو مشعاب
- النصائح الثلاث
- رشاش بعرض خاص
- يا هلي[17]

### المسرحيات
- أولاد وضابط

### البرامج
- cbm عام 2003.
- رامز عقله طار عام 2021.
- بروود كاست مع حسن عسيري، عُرض خلال شهر رمضان 2025 على قناة MBC مصر وشاهد.[18]

## وصلات إضافية
- ماب نيوز
- موقع سينما كوم

## روابط خارجية
- حسن عسيري على موقع قاعدة بيانات الأفلام العربية